# Jagdgeschwader 70
A Jagdgeschwader 70 foi uma asa de caças da Luftwaffe durante a Alemanha Nazi. Formada em Herzogenaurach e subordinada ao Luftgau XIII, operou aviões de caça Messerschmitt Bf 109. Quando foi extinta, o seu efectivo e aeronaves passaram a constituir o I./JG 54.